# Mistrzostwa Świata w Kolarstwie Przełajowym 1998
49. Mistrzostwa Świata w Kolarstwie Przełajowym 1998 odbyły się w duńskim mieście Middelfart, w dniach 31 stycznia - 1 lutego 1998 roku. Rozegrano wyścigi mężczyzn w kategoriach elite, U-23 i juniorów.

## Medaliści
| Konkurencja:                | Złoto:             | Czas      | Srebro:            | Czas     | Brąz:          | Czas     |
| Klasyfikacja mężczyzn       |                    |           |                    |          |                |          |
| Elite (1 lutego 1998)       | Mario De Clercq    | 1:04:06 h | Erwin Vervecken    | + 1:04 m | Henrik Djernis | + 1:07 m |
| U-23 (31 stycznia 1998)     | Sven Nys           | 52:14 m   | Bart Wellens       | + 0:24 m | Petr Dlask     | + 0:29 m |
| Juniorzy (31 stycznia 1998) | Michael Baumgarter | 38:56 m   | Stefano Toffoletti | + 0:03 m | Davy Commeyne  | + 0:03 m |

## Szczegóły

### Zawodowcy
| Medal | Zawodnik            | Narodowość | Czas      |
| ----- | ------------------- | ---------- | --------- |
|       | Mario De Clercq     | Belgia     | 1:04:06 h |
|       | Erwin Vervecken     | Belgia     | + 1:04    |
|       | Henrik Djernis      | Dania      | + 1:07    |
| 4     | Daniele Pontoni     | Włochy     | + 1:07    |
| 5     | Radomír Šimůnek     | Czechy     | + 1:19    |
| 6     | Emmanuel Magnien    | Francja    | + 1:23    |
| 7     | Dieter Runkel       | Szwajcaria | + 1:55    |
| 8     | Christophe Mengin   | Francja    | + 1:17    |
| 9     | Richard Groenendaal | Holandia   | + 1:28    |
| 10    | Beat Wabel          | Szwajcaria | + 2:31    |

### U-23
| Medal | Zawodnik           | Narodowość        | Czas    |
| ----- | ------------------ | ----------------- | ------- |
|       | Sven Nys           | Belgia            | 52:14 m |
|       | Bart Wellens       | Belgia            | + 0:24  |
|       | Petr Dlask         | Czechy            | + 0:29  |
| 4     | Klaus Nielsen      | Dania             | + 0:45  |
| 5     | Giullaume Benoist  | Francja           | + 0:47  |
| 6     | Pavel Prošek       | Czechy            | + 0:59  |
| 7     | Maarten Nijland    | Holandia          | + 1:08  |
| 8     | Raymond Lubberman  | Holandia          | + 1:10  |
| 9     | Fabrizio Dall'Oste | Włochy            | + 1:12  |
| 10    | Tim Johnson        | Stany Zjednoczone | + 1:12  |

### Juniorzy
| Medal | Zawodnik            | Narodowość | Czas    |
| ----- | ------------------- | ---------- | ------- |
|       | Michael Baumgarter  | Szwajcaria | 38:56 m |
|       | Stefano Toffoletti  | Włochy     | + 0:03  |
|       | Davy Commeyne       | Holandia   | + 0:03  |
| 4     | Martin Ocásek       | Czechy     | + 0:05  |
| 5     | Sven Vanthourenhout | Belgia     | + 0:09  |
| 6     | Björn Schröder      | Niemcy     | + 0:09  |
| 7     | Tilo Schüler        | Niemcy     | + 0:16  |
| 8     | Tomáš Trunschka     | Czechy     | + 0:16  |
| 9     | Pavel Bartos        | Czechy     | + 0:16  |
| 10    | Grégory Rast        | Szwajcaria | + 0:16  |

## Tabela medalowa
| Miejsce | Państwo    |   |   |   |   |
| ------- | ---------- | - | - | - | - |
| 1.      | Belgia     | 2 | 2 | 0 | 4 |
| 2.      | Szwajcaria | 1 | 0 | 0 | 1 |
| 3.      | Włochy     | 0 | 1 | 0 | 1 |
| 4.      | Czechy     | 0 | 0 | 1 | 1 |
| 4.      | Dania      | 0 | 0 | 1 | 1 |
| 4.      | Holandia   | 0 | 0 | 1 | 1 |